# 1939年バスケットボール男子欧州選手権
1939年バスケットボール欧州選手権（1939 European Basketball Championship）は、リトアニア・カウナスで開催されたバスケットボール欧州選手権男子大会。通称「ユーロバスケット1939」。
開催国リトアニアが連覇を果たした。

## 最終結果
| 順位 | 国           |
| ---- | ------------ |
| 1    | リトアニア   |
| 2    | ラトビア     |
| 3    | ポーランド   |
| 4    | フランス     |
| 5    | エストニア   |
| 6    | イタリア     |
| 7    | ハンガリー   |
| 8    | フィンランド |